# 樂昌戰鬥
樂昌戰鬥發生於1922年7月19日，地點是在中國粵北一帶。是北洋政府時期內戰之一。樂昌戰鬥的交戰兩方為湘軍及陳炯明之謝文炳旅。戰鬥結束後，湘軍獲勝，陳炯明旅大敗。

## 參看
- 北洋政府
- 中華民國北洋政府時期內戰戰鬥列表